# Football Manager 2020
Football Manager 2020 (ufficialmente abbreviato come FM20) è un videogioco sportivo manageriale di calcio sviluppato da Sports Interactive e pubblicato da SEGA come seguito di Football Manager 2019. È stato pubblicato in tutto il mondo il 18 novembre 2019. Fa parte della serie Football Manager.
Sono state vendute più di 3 milioni di copie del gioco.

## Campionati giocabili
Il gioco offre squadre giocabili in 53 Paesi in cinque continenti: Africa, Asia, Europa, Nord America e Sud America. La copertura è fortemente orientata verso le squadre europee, con 34 dei 51 paesi che lo compongono con campionati giocabili, mentre il Sud Africa è l'unico paese su 54 totali dell'Africa coperto.
Ci sono 118 campionati in questa versione.  Le nuove aggiunte sono la Canadian Premier League (aggiunta come DLC il 23 dicembre 2019), la Gibraltar National League (imminente, post-uscita), la squadra nazionale di Gibilterra e le due nuove divisioni di secondo livello gallesi, Cymru North e Cymru Sud.

### Europa
Austria
- Bundesliga di calcio austriaca
- Secondo campionato di calcio austriaco

Bielorussia
- Premier League bielorussa
- Prima Divisione bielorussa

Belgio
- Prima Divisione belga A
- Prima Divisione belga B
- Prima divisione amatoriale belga

Bulgaria
- Primo campionato di calcio professionistico
- Secondo campionato di calcio professionistico

Croazia
- Prima lega di calcio croata
- Seconda lega di calcio croata

Repubblica Ceca
- Prima Divisione Ceca
- Campionato nazionale di calcio ceco

Danimarca
- Superliga danese
- 1ª divisione danese
- 2ª divisione danese

Inghilterra
- Premier League
- Campionato EFL
- EFL League One
- EFL League Two
- National League
- National League North
- National League South

Finlandia
- Veikkausliiga
- Ykkönen

Francia
- Ligue 1
- Ligue 2
- Championnat National
- Championnat National 2

Germania
- Bundesliga
- 2. Bundesliga
- 3. Liga

Gibilterra
- Gibraltar National League

Grecia
- Super League Grecia
- Super League Grecia 2

Ungheria
- Nemzeti Bajnokság I
- Nemzeti Bajnokság II

Islanda
- Úrvalsdeild karla
- 1. deild karla

Israele
- Premier League israeliana
- Liga Leumit

Italia
- Serie A
- Serie B
- Serie C

Paesi Bassi
- Eredivisie
- Eerste Divisie

Irlanda del Nord
- NIFL Premiership
- Campionato NIFL
- NIFL Premier Intermediate League

Norvegia
- Eliteserien
- 1. divisjon
- 2. divisjon
- 3. divisjon (simulazione)

Polonia
- Ekstraklasa
- I liga

Portogallo
- Primeira Liga
- LigaPro
- Campeonato de Portugal

Repubblica d'Irlanda
- League of Ireland Premier Division
- League of Ireland First Division

Romania
- Liga I
- Liga II
- Liga III

Russia
- Premier League russa
- Campionato nazionale di calcio russo

Scozia
- Premiership scozzese
- Campionato scozzese
- Scottish League One
- Scottish League Two

Serbia
- Serbian SuperLiga
- Serbian First League

Slovacchia
- Super Liga slovacca
- 2. Liga

Slovenia
- Sloveno PrvaLiga
- Seconda Lega slovena

Spagna
- La Liga
- Segunda División
- Segunda División B

Svezia
- Allsvenskan
- Superettan
- Divisione 1
- Divisione 2

Svizzera
- Super League Svizzera
- Swiss Challenge League

Turchia
- Süper Lig
- TFF First League
- TFF Second League

Ucraina
- Premier League ucraina
- Prima Lega ucraina

Galles
- Premier League gallese
- Cymru North
- Cymru South

### Asia
Australia
- A-League

Cina
- Super League
- China League One

Hong Kong
- Hong Kong Premier League

India
- I-League

Indonesia
- Liga 1
- Liga 2

Malesia
- Malaysia Super League
- Malaysia Premier League

Singapore
- Singapore Premier League

Corea del Sud
- K League 1
- K League 2

### Sud America
Argentina
- Primera División
- Primera B Nacional

Brasile
- Campeonato Brasileiro Série A
- Campeonato Brasileiro Série B
- Campeonato Brasileiro Série C

Cile
- Primera División
- Primera B

Colombia
- Categoría Primera A
- Categoría Primera B

Perù
- Peruvian Primera División

Uruguay
- Primera División Profesional de Uruguay
- Segunda División Profesional de Uruguay

### Nord America
Canada
- Canadian Premier League

Messico
- Liga MX
- Ascenso MX

Stati Uniti
- Major League Soccer

### Africa
Sud Africa
- Premier Division
- National First Division